# Andrzej Rzeszutek
Andrzej Rzeszutek (* 25. Oktober 1991) ist ein polnischer Wasserspringer. Er startet im Kunstspringen vom 1-m- und 3-m-Brett und mit Artur Cislo im 3-m-Synchronspringen.
Rzeszutek feierte seinen ersten internationalen Erfolg bei der Junioreneuropameisterschaft 2008, wo er Bronze vom 1-m-Brett gewinnen konnte. Im folgenden Jahr verbesserte er sich, ebenfalls bei den Junioreneuropameisterschaften, im gleichen Wettbewerb um einen Rang und gewann Silber. Bei den Weltmeisterschaften 2009 in Rom debütierte Rzeszutek schließlich bei internationalen Meisterschaften im Erwachsenenbereich. Er erreichte dort vom 1-m-Brett das Finale und wurde Achter. In Budapest nahm er im folgenden Jahr erstmals an den Europameisterschaften teil und wurde im Finale vom 3-m-Brett Elfter und im 3-m-Synchronspringen mit Cislo Neunter. Auch im Jahr 2011 konnte er bei den Europameisterschaften in Turin und den Weltmeisterschaften in Shanghai jeweils das Finale im Wettbewerb vom 1-m-Brett erreichen und die Ränge zehn und acht belegen.